# Serianthes petitiana
Serianthes petitiana é uma espécie vegetal da família Fabaceae.
Apenas pode ser encontrada na Nova Caledónia.